# Oxana Stepitschewa
Oxana Stepitschewa (russisch Оксана Степичева, engl. Transkription Oksana Stepicheva; * 3. September 1969) ist eine ehemalige russische Sprinterin.
1990 wurde sie sowjetische Meisterin über 200 Meter im Freien und 1991 in der Halle. 1992 wurde sie über dieselbe Distanz Hallenmeisterin der Gemeinschaft Unabhängiger Staaten.
Bei den Halleneuropameisterschaften 1992 in Genua gewann sie Gold über 200 Meter.

## Persönliche Bestzeiten
- 200 m: 22,73 s, 7. Juni 1992, Duisburg
  - Halle: 22,97 s, 25. Januar 1992, Liévin